# Harrogate Town AFC
A Harrogate Town Association Football Club egy professzionális angol labdarúgócsapat, melynek székhelye Harrogate-ben, North Yorkshire megyében található. A csapat a League Two-ban, azaz a negyedosztályban szerepel. A klubot "Town" mellett "Sulphurites" becenéven is emlegetik, mely Harrogate híres kénes forrásaira utal. Hivatalos klubszínei a fekete és a sárga, hazai mérkőzéseit pedig a Wetherby Road stadionban játssza.
A csapatot 1914-ben alakították, és azonnal csatlakozott a Northern League-hez, de az első világháború kitörése miatt végül nem szerepelhetett a bajnokságban. Első tétmeccsét 1919 augusztusában játszotta, a West Riding League-ben. A következő évben alapítótagja lett a Yorkshire League-nek, 1921-ben pedig a Midland League-be is belépett. Az 1926/27-es szezonban a klub bajnok lett a Yorkshire League-ben, de 1932-ben feloszlatták.
1935-ben Harrogate Hotspurs néven újraalapították a csapatot, majd a második világháború után Harrogate Townra változott a neve, és belépett a West Yorkshire Association League bajnokságba. 1957-ben ismét csatlakozott a Yorkshire League-hez, 1982-ben alapítótagja lett a Northern Counties East Football League-nek, 1987-ben pedig a Northern Premier League másodosztályának. Utóbbiban a 2001/02-es szezonban bajnok lett. 2004-ben a jelen volt a Conference North (hatodosztály, északi csoport) megalapításánál. 2018-ban a rájátszás győzteseként feljutott az ötödosztályba, 2020-ban pedig szintén a rájátszás megnyerésével a negyedosztályba jutott, így története során először a Football League tagja lett.

## Klubtörténet
Harrogate lakói 1907 óta szerettek volna saját labdarúgócsapatot alapítani, de a Harrogate AFC megalapítására végül csak 1914-ben került sor. A csapat ugyanebben az évben nevezett a Northern Football League-be. Hazai mérkőzéseit a County Groundon játszotta volna, de idő közben kitört az első világháború, és minden bajnokság szünetelt. A háború után a később csapattitkárként dolgozó Robert Ackrill Breare újraszervezte a klubot, mely belépett a West Riding League-be.

### Korai évek
A Harrogate 1919. augusztus 30-án játszotta első tétmérkőzését, a Horsforth ellen, a Starbeck Lane Groundon. L. Craven fejesből szerzett góljának köszönhetően 1-0-ra győzött. A csapat ugyanebben az évben az FA Kupában is elindult, ahol az első selejtezőkör újrajátszásán 4-0-ra kikapott a South Kirkby Colliery ellen. Ennek ellenére a klub sikeres évet zárt, hiszen a Ripon City 4-0-s legyőzésével elhódította a Withworth Cup serlegét.
Az 1920/21-es szezonban a csapat részt vett a Yorkshire League megalapításában, de a West Riding League-ben is indított egy csapatot. Ekkor költözött át a jelenleg is használt stadionjába, a Wetherby Roadra. A bajnokságok szüneteiben többször is játszott barátságos mérkőzéseket magasabb osztályokban szereplő klubok ellen, pályára lépett például a Liverpool ellen is az Anfielden, illetve játszott a Sheffield United otthonában is, 15 000 néző előtt.
A következő idényben kilépett a West Riding League-ből, és a Midland Football League-hez csatlakozott, ahol többek között a Nottingham Forest, a Sheffield Wednesday és a Barnsley tartalékcsapata is szerepelt. A Yorkshie League-nek is a tagja maradt, ahol a tartalékait játszatta. Végül mindössze egy szezon után kilépett a Midland Football League-ből, és kizárólag a Yorkshire League-ben indult. A csapat 1925-ben megnyerte a West Riding County Challenge Cup trófeáját, miután az Elland Roadon 3-1-re legyőzte a Fryston Collieryt.
Az 1926/27-es szezonban a Harrogate bajnok lett a Yorkshire League-ben, amihez Bob Morphet 44 góllal járult hozzá. Ugyanebben az idényben ismét megnyerte a West Riding County Challenge Cupot is, ezúttal Shelby Townt legyőzve a döntőben. A csapat ezután a Northern Football League-ben indult, majd 1932-ben feloszlatták.

### Feljutás magasabb osztályokba
A csapatot 1935-ben Harrogate Hotspurs néven újraalapították. A második világháború után felvette a jelenleg is használt Harrogate Town nevet, és a West Yorkshire Association Football League-ben indult. 1957-ben ismét csatlakozott a Yorkshire League-hez, ahol az 1960-as évek és az 1970-es évek során sok évet eltöltött, mielőtt 1983-ben részt vett volna a Northern Counties East Football League megalapításában. A csapat szeretett volna magasabbra jutni az angol labdarúgás ranglétráján, és szándéka komolyságát jelezve reflektorokat szereltetett fel a Wetherby Roadon. A fejlesztés megünnepléseként a csapat egy hazai barátságos mérkőzést játszott a Leeds United ellen, ahol a vendégek legendás játékosa, Eddie Gray kapcsolta fel a reflektorokat.
A West Riding County Cup 1986-os megnyerése és a Northern Counties East Football League-ben eltöltött öt év után a csapatot az 1987/88-as szezonban meghívták, hogy csatlakozzon a Northern Premier League újonnan alakult másodosztályához. 1990-ben a csapat korlátolt felelősségű társasággá alakult, hogy finanszírozni tudja egy új főlelátó megépítését, és ugyanebben az évben megnyerte a Northern Premier League másodosztályának kupasorozatát is. A Harrogate 15 év és két éppen csak elkerült kiesés után a 2001/02-es szezonban megnyerte a bajnokságot, feljutva a Northern Premier League első osztályába. A feljutás utáni első idényében a csapat a hatodik helyen végzett, ráadásul fennállása során először eljutott az FA Kupa első köréig, ahol 5-1-re kikapott az ötödosztályú Farnborough Towntól.

### Conference North

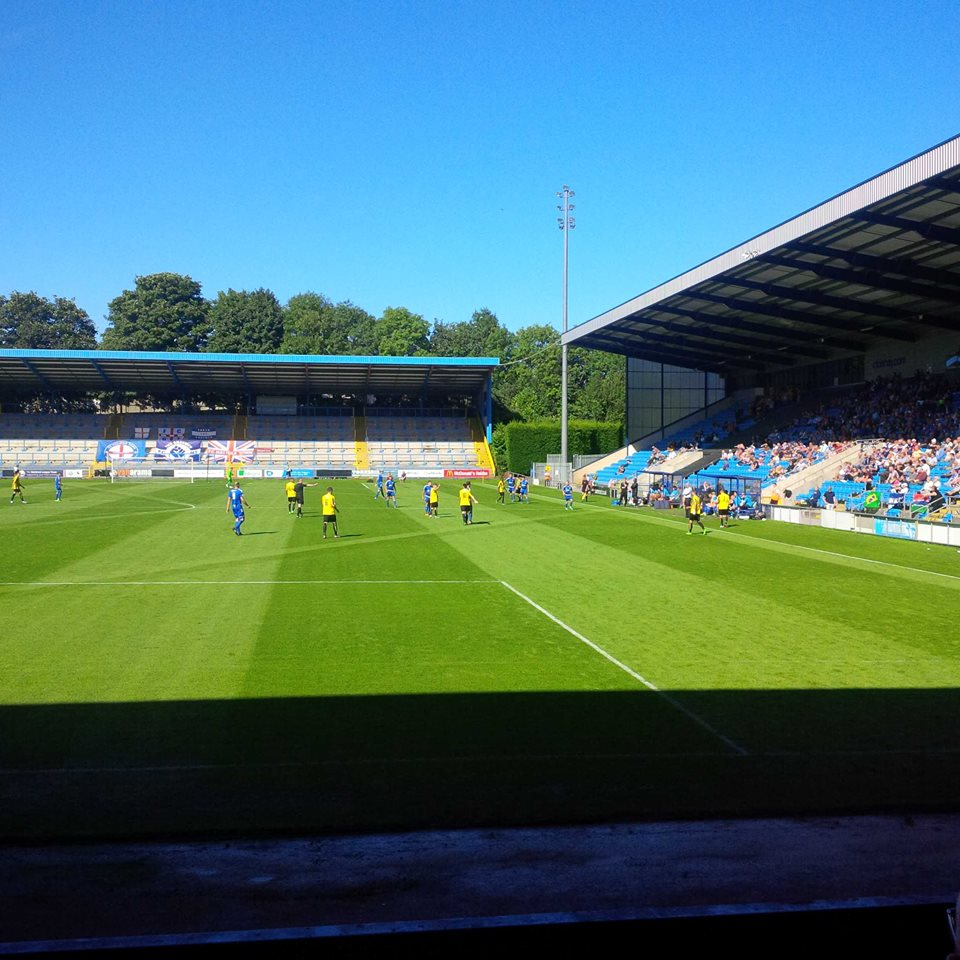
A Harrogate Town idegenben játszik az FC Halifax Town ellen 2006-ban.

A 2003/04-es szezonban elért ötödik helye után a csapat 2004-ben részt vett a Conference North megalapításában, mely a hatodosztály északi csoportjának felelt meg. A 2005/06-os FA Kupa-szereplése során a Harrogate-et összesorsolták a Torquay Uniteddel, mely a klub első kupameccse volt egy Football League-ben szereplő ellenfél ellen. Az idegenbeli meccs 1-1-es döntetlennel zárult, így újrajátszásra került sor. A két csapat 0-0-ra végzett, a büntetőpárbajt pedig végül a Torquay nyerte 6-5-re. Az idényt az ötödik helyen zárta a csapat, így részt vehetett a rájátszásban, de ott kikapott a későbbi győztes Stafford Rangerstől.
A 2009/10-es szezonban a csapat a tabella utolsó helyén végzett, így kiesett volna a Conference North-ból, de a Northwich Victoria pénzügyi problémák miatti kizárásának köszönhetően megmenekült. A 2011/12-es évadban ismét közel állt a kieséshez a klub, és végül csak az utolsó fordulóban, egy Corby Town elleni idegenbeli 5-0-s győzelemmel tudta bebiztosítani a bennmaradását.
A 2012/13-as idényben a Harrogate az eddigi legjobb FA Kupa-szereplését produkálta. 2012. november 3-án 1-0-ra legyőzte a negyedosztályú Torquay Unitedet, amivel története során először továbbjutott az első körből. A második körben hazai pályán 1-1-es döntetlent játszott a Hastings United ellen, majd az újrajátszás is 1-1-es végeredménnyel zárult, a büntetőpárbajt pedig a Hastings nyerte 5-4 arányban.
A Harrogate jól kezdte a 2016/17-es szezont és egy ideig a legjobb öt között volt a tabellán, de végül rossz sorozatba került, és nem sikerült feljutnia. A csapat elnöke, Irving Weaver más vezetőkkel együtt úgy döntött, hogy a feljutás esélyek növelése érdekében a következő szezonra teljes munkaidős szerződést ad a játékosoknak, és profivá teszi a klubot. Sok játékos távozott a klubtól a profivá válás után, és a csapat több hátvédet és középpályást is igazolt a pótlásukra. 2017. július 3-án már professzionális csapatként kezdte meg a felkészülést a Harrogate.
2018. május 13-án a klub a Brackley Town legyőzésével megnyerte a National League North rájátszását, így feljutott az National League-be, vagyis az ötödosztályba.

### National League
A 2018/19-es szezonban a csapat a National League hatodik helyén végzett, így részt vehetett a rájátszásban, ott viszont 3-1-re kikapott az AFC Fylde ellen.

### Feljutás a Football League-be
A National League 2019/20-as szezonja a COVID–19-járvány miatt félbeszakadt, és a bajnoki helyezéseket a csapatok mérkőzésenkénti átlagpontszáma alapján határozták meg. A Harrogate 1,78-as átlaggal a tabella második helyén végzett, így részt vehetett a rájátszásban. Az elődöntőben 1-0-ra legyőzte a Boreham Woodot. A Notts County elleni döntőre 2020. augusztus 2-án került sor, a Wembley Stadionban. A Harrogate 3-1-re győzött, és fennállása során először feljutott a Football League-be.

## Stadion

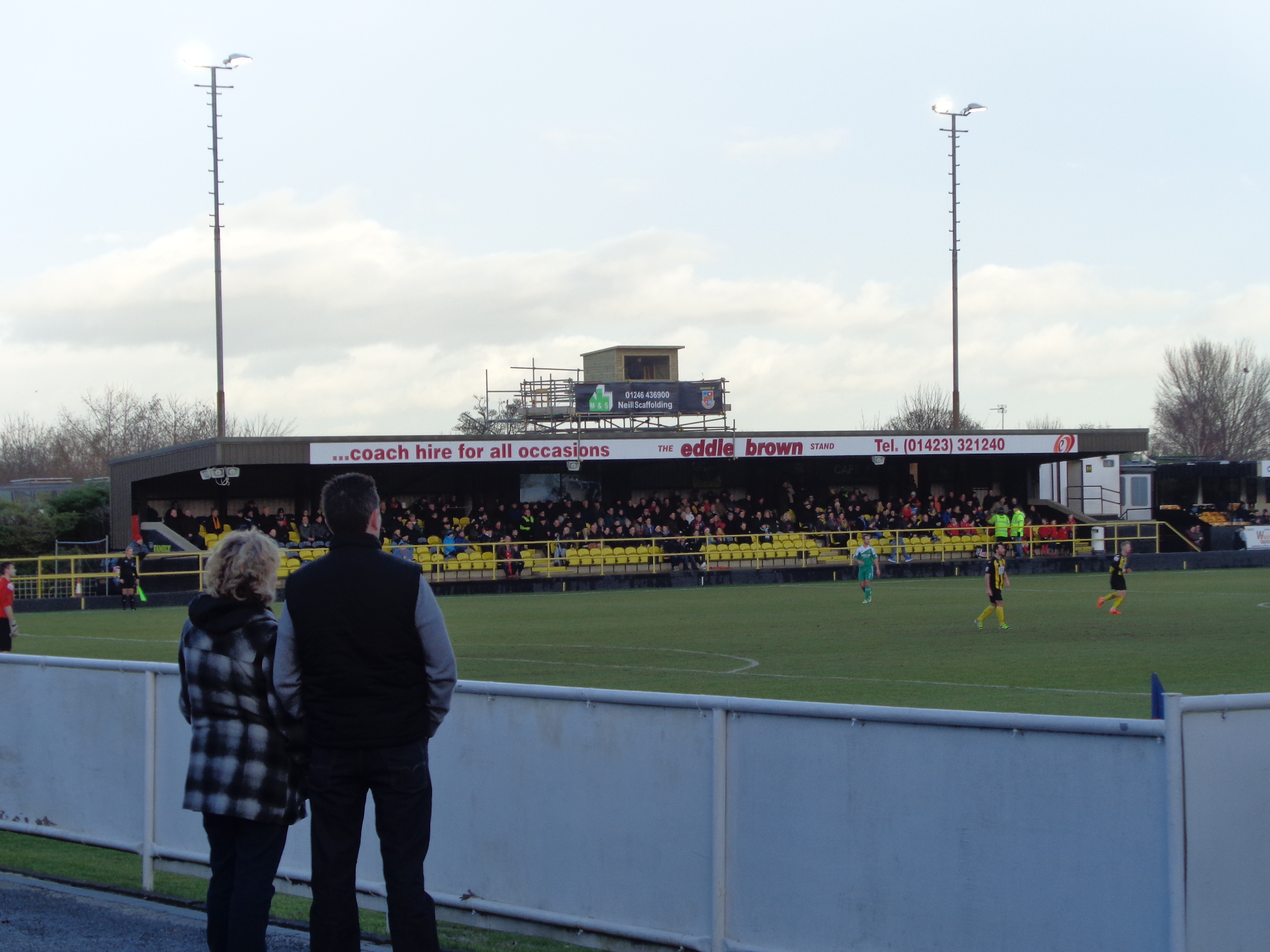
A Wetherby Road 2014 januárjában

A Harrogate Town a Wetherby Roadon játssza a hazai mérkőzéseit, melyet a névadó szponzor után EnviroVent Stadionnak is neveznek. AZ 1920. augusztus 28-án megnyitott létesítmény 3800 néző befogadására alkalmas, és 500 ülőhelyet kínál. A stadion A661 Wetherby Road úton található, a harrogate-i körzeti kórház mellett. Mind a négy oldalon fedett lelátókkal rendelkezik, a délkeleti sarokban pedig egy vendéglátóhelyiség is található. A déli oldalon található a csapat szurkolói termékeket árusító üzlete. A Harrogate akadémiai csapata a legtöbb hazai mérkőzését szintén a Wetherby Roadon játssza.

### Ideiglenes stadionmegosztás
Amikor a csapat 2020 augusztusában feljutott a Football League-be, a pálya műfüves borítását élőfűre kellett cserélnie a liga szabályzatának való megfelelés érdekében. A munkálatok nem készültek el a 2020/21-es szezon kezdetére, ezért a csapat megegyezett a Doncaster Roversszel, hogy ideiglenesen a Keepmoat Stadionban fogja játszani a hazai mérkőzéseit. Az első Football League-mérkőzésre 2020. október 17-én került sor a Wetherby Roadon, és a Harrogate 1-0-ra legyőzte a Barrow-t.

## Játékosok

### Jelenlegi keret
2020. december 4. szerint
| #  |     | Poszt | Név                                      |
| -- | --- | ----- | ---------------------------------------- |
| 1  | ENG | K     | James Belshaw                            |
| 2  | ENG | V     | Ryan Fallowfield                         |
| 3  | ENG | V     | Dan Jones (kölcsönben a Salford Citytől) |
| 4  | ENG | KP    | Josh Falkingham (csk)                    |
| 5  | ENG | V     | Will Smith                               |
| 6  | ENG | V     | Warren Burrell                           |
| 7  | ENG | KP    | George Thomson                           |
| 8  | ENG | KP    | Jack Emmett                              |
| 9  | SCO | CS    | Mark Beck                                |
| 10 | ENG | CS    | Aaron Martin                             |
| 11 | ENG | CS    | Joe Leesley                              |

| #  |     | Poszt | Név             |
| -- | --- | ----- | --------------- |
| 12 | ENG | V     | Jake Lawlor     |
| 13 | ENG | K     | Joe Cracknell   |
| 14 | ENG | KP    | Brendan Kiernan |
| 15 | ENG | KP    | Connor Kirby    |
| 16 | ENG | CS    | Jon Stead       |
| 17 | ENG | KP    | Lloyd Kerry     |
| 18 | ENG | CS    | Jack Muldoon    |
| 19 | SCO | KP    | Calvin Miller   |
| 20 | ENG | V     | Connor Hall     |
| 21 | ENG | KP    | Scott Brown     |
| 26 | ENG | V     | Kevin Lokko     |

## Sikerek
- National League
  - A rájátszás győztese: 2019/20
- National League North
  - A rájátszás győztese: 2017/18
- Northern Premier League
  - A másodosztály bajnoka: 2001/02
  - A másodosztály kupagyőztese: 1989/90
- Yorkshire League
  - Bajnok: 1926/27
  - A másodosztály bajnoka: 1981/82
- West Riding County Challenge Cup
  - Győztes: 1925/26, 1926/27, 1962/63, 1972/73, 1985/86, 2001/02, 2002/03, 2007/08
- Whitworth Cup
  - Győztes: 1919/20

## Rekordok
- Legjobb teljesítmény az FA Kupában
  - Második kör: 2012/13, 2020/21
- Legjobb teljesítmény az FA Trophyban
  - Döntős: 2019/20
- Legjobb teljesítmény az FA Vase-ben
  - Negyedik kör: 1989/90
- Legjobb teljesítmény a Ligakupában
  - Második kör: 2020/21

## Külső hivatkozások
- Hivatalos honlap